# تاريخ كازاخستان

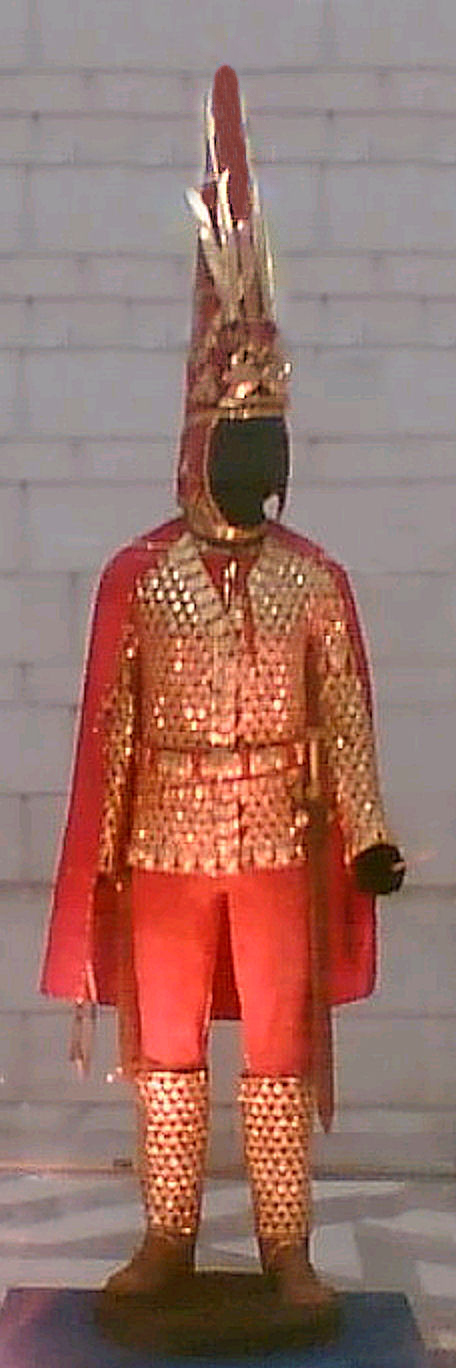

تاريخ كازاخستان. كانت قازاخستان ومنذ القدم مأهولة بقبائل رحل. في بدايات العصر الحديث، سكنها رحل من أصول تركية - الكازاك - وهم صيادون ومربو ماشية تعتمد تقاليدهم الاجتماعية على القبلية والعشائرية والتي استمرت إلى يومنا هذا. كانت هذه الأرض محل نزاع على النفوذ بين الحضارتين الصينية والروسية انتهت بأحلاف وصدامات عسكرية لتمر تحت الوصاية الروسية ثم الحكم المباشر لموسكو. أعلنت كجمهورية سوفييتية (جمهرية الكيرقيز بحدود مختلفة) في 1917. ألحقت قازاخستان بالاتحاد السوفياتي عند نشاته. جرت محاولات لتوطين السكان الرحل الذين سكنوا تاريخيا المنطقة، مما أدى إلى تعرضهم لمجاعة خلال سنوات 1931-1933. في السنوات اللاحقة لحكم ستالين أصبحت قازاخستان في إطار مخيمات العمل "Steplag" مكانا لعدة عمليات تهجير خاصة بعد الحرب العالمية الثانية أحياناً طالت أعراقاً كاملة كــتاتار القرم والبولونيين والشيشانيين وألمان الفولغا وآخرين. لاحقا أصبحت قازاخستان مكاناً لعدة مشاريع سوفييتية ناجحة كسيميبالاتينسك ومخابره النووية، مركز بيكاونور الفضائي وحملة الأراضي العذراء.
مع قيام روسيا والجمهوريات السلافية الواقعة في القسم الأوروبي بتفكيك الاتحاد السوفياتي، أعلنت قازاخستان استقلالها في كانون الأول ديسمبر 1991. الأعوام التالية شهدت هجرات جماعية واسعة خاصة من قبل غير الكازاخ الذين شعروا بالابعاد عن الأحداث الجارية ; ولكن الوضعية الاقتصادية بدات بالاستقرار في السنوات الأخيرة، مع نمو واضح وحركة هجرة معاكسة. رئيس الدولة الذي على راس السلطة منذ 1990، نور سلطان نزاربييف، ما زال رئيسا للبلاد واعيد انتخابه لـ 7 سنوات في 2005. في 1997، حولت عاصمة البلاد من الماطي، في جنوب شرق البلاد إلى اكمولا (اكمولسينك، تسيلونيقراد)، والتي أصبحت تسمى أسطانا («العاصمة» بالكازاخية) بهذه المناسبة، وهي مدينة تقع في السباسب شمال البلاد (أقرب إلى مركزها الجغرافي)، وكانت قد تطورت كمركز حضري رئيسي لحملة الاراضي العذراء.